# Philippe Dequeux De Saint-Hilaire
 (septembre 2022).
Philippe Dequeux, marquis de Saint-Hilaire, né le 25 janvier 1766 à Bordeaux (Guyenne) et décédé le 4 avril 1847 à Hazebrouck (Nord) est un homme politique français.

## Biographie
Philippe de Queux de Saint-Hilaire est le fils de Jacques Alexandre de Queux, marquis de Saint-Hilaire, capitaine de vaisseau, et de Charlotte Adélaïde Le Prieur.
Il est successivement officier d'infanterie, capitaine aide-de-camp, commandant de la garde nationale de Dunkerque, administrateur principal de cette ville, commissaire du gouvernement près l'administration municipale, maire de Dunkerque, sous-préfet d'Hazebrouck en 1806.
Le 8 mai 1811, le Sénat conservateur le choisit comme député du Nord au Corps législatif. Il y siège jusqu'aux Cent-jours, chevalier de la Légion d'honneur par la Restauration, le 26 octobre 1814, et, le 22 mai 1815, est élu à la Chambre des représentants des Cent-Jours par l'arrondissement d'Hazebrouck, avec 18 voix sur 23 votants.
Le 26 octobre 1818, il est élu au collège de département du Nord par 759 voix sur 941 votants et 2,303 inscrits, et rentre au parlement avec l'appui du gouvernement royal. Il siège au centre et vote avec la majorité ministérielle. Il est nommé Sous-préfet d'Hazebrouck le 25 octobre 1819. Il échoue au renouvellement du 13 novembre 1822 dans le 1er arrondissement électoral du Nord (Dunkerque), avec 51 voix contre 228, données à l'élu M.  Jean Coffyn-Spyns. Candidat aux élections générales du 25 février 1824, il échoue une seconde fois avec 45 voix contre 207 données à l'élu, M. Jean Coffyn-Spyns. De même, le 17 novembre 1827 dans le 2e arrondissement électoral du Nord (Hazebrouck), il n'obtient que 14 voix contre 193 données à l'élu Albert Imbert de La Basèque, Le 14 mai 1829, il obtient 117 voix contre M. Géraud-Antoine-Hippolyte de Murat, élu par 157 suffrages. 
Il est admis à la retraite comme sous-préfet le 27 avril 1844.

## Vie privée
Veuf d'un premier mariage, Philippe Dequeux de Saint-Hilaire épouse en secondes noces la dunkerquoise Stéphanie Marie Louise Maerten Coffyn.
Il est le père d'Auguste Queux de Saint-Hilaire.

## Distinctions
- Chevalier de l'Ordre de la Réunion le 26 mars 1813,
- Officier de la Légion d'honneur le 12 février 1843[10].

## Sources
- « Philippe Dequeux De Saint-Hilaire », dans Adolphe Robert et Gaston Cougny, Dictionnaire des parlementaires français, Edgar Bourloton, 1889-1891 [détail de l’édition]